# Yohance Marshall
Yohance Marshall, né le 22 janvier 1986 à Diego Martin au Trinité-et-Tobago, est un footballeur international trinidadien, qui joue au poste de défenseur.

## Biographie

### Carrière internationale
Yohance Marshall est convoqué pour la première fois par le sélectionneur national Russell Latapy pour un match amical contre la Jamaïque le 10 octobre 2010 (défaite 1-0). Par la suite, le 15 juillet 2015, il inscrit son premier but en sélection contre le Mexique, lors d'un match de la Gold Cup 2015 (4-4). 
Il dispute une Gold Cup en 2015. Il participe également à deux Coupes caribéenne en 2010 et 2014.
Il compte quinze sélections et un but avec l'équipe de Trinité-et-Tobago depuis 2010.

## Statistiques

### Buts en sélection
Le tableau suivant liste les résultats de tous les buts inscrits par Yohance Marshall avec l'équipe de Trinité-et-Tobago.